# A Bailar (canção de Lali Espósito)
"A Bailar" é o primeiro single do álbum de estréia de Lali Espósito, levando o mesmo nome do álbum. O single foi lançado em 19 de agosto de 2013 em formato de download digital, tendo como compositores a própria intérprete e diretores da gravadora 3musica, que lançaram o álbum de forma independente.

## Apresentações ao vivo
Após anunciar que seguiria carreira solo de forma independente após a dissolução do grupo pop argentino Teen Angels, a qual Lali Espósito integrava, a mesma anuncia a data de um show realizado no dia 02 de setembro de 2013 em Buenos Aires, como forma de apresentar o single e iniciar as atividades musicais. Também performou o single na cerimônia de entrega dos prêmios Kids Choice Awards Argentina em outubro de 2013. Ainda em 2013, o single foi apresentado no programa "The U-Mix Show" da Disney Channel, gravado no Peru e transmitido para toda a América Latina. Em 15 de março de 2014 apresentou o mesmo em um festival de música em Caserta na Itália, dias antes do lançamento oficial do álbum.

## Vídeo musical
Inicialmente, o videoclipe do single foi exibido no show no dia 02 de setembro de 2013 no La Trastienda Club, e no dia 05 de setembro foi lançado no canal pessoal da cantora no Youtube, sendo o primeiro videoclipe de música pop feminino produzido na Argentina. O videoclipe ganhou a indicação no Quiero Awards, na categoria "Best Female Video".

## Prêmios e indicações
| Ano  | Premiação     | Categoria         | Resultado |
| ---- | ------------- | ----------------- | --------- |
| 2013 | TKM Awards    | Música do ano     | Indicado  |
| 2014 | Quiero Awards | Best Female Video | Venceu    |
| 2014 | Quiero Awards | Best Pop Video    | Indicado  |

## Histórico de lançamento
| País  | Data                   | Formato          | Versão        | Gravadora                |
| ----- | ---------------------- | ---------------- | ------------- | ------------------------ |
| Mundo | 19 de agosto de 2013   | Download digital | Padrão        | 3musica                  |
| Mundo | 03 de dezembro de 2014 | Download digital | Triplex Remix | Sony Music Entertainment |